# Vaxsjön, Skåne
Vaxsjön är en sjö i Höörs kommun i Skåne och ingår i Rönne ås huvudavrinningsområde. Den ligger mellan Frostavallen och Skånes Djurpark. Sjön är 4,5 meter djup, har en yta på 0,174 kvadratkilometer och befinner sig 119,2 meter över havet.

## Delavrinningsområde
Vaxsjön ingår i det delavrinningsområde (620345-135234) som SMHI kallar för Mynnar i Rönne å. Medelhöjden är 87 meter över havet och ytan är 42,3 kvadratkilometer. Det finns inga avrinningsområden uppströms utan avrinningsområdet är högsta punkten. Hålsaxabäcken som avvattnar avrinningsområdet har biflödesordning 2, vilket innebär att vattnet flödar genom totalt 2 vattendrag innan det når havet efter 80 kilometer. Avrinningsområdet består mestadels av skog (48 %), öppen mark (13 %) och jordbruk (36 %). Avrinningsområdet har 0,17 kvadratkilometer vattenytor vilket ger det en sjöprocent på 0,4 %.